# Мерсер Ајланд (Вашингтон)
Мерсер Ајланд (енгл. Mercer Island) град је у америчкој савезној држави Вашингтон. По попису становништва из 2010. у њему је живело 22.699 становника.

## Демографија
Према попису становништва из 2010. у граду је живело 22.699 становника, што је 663 (3,0%) становника више него 2000. године.
| Група             | 2000.          | 2010.          |
| Белци             | 18.249 (82,8%) | 17.255 (76,0%) |
| Афроамериканци    | 251 (1,1%)     | 286 (1,3%)     |
| Азијати           | 2.615 (11,9%)  | 3.615 (15,9%)  |
| Хиспаноамериканци | 410 (1,9%)     | 634 (2,8%)     |
| Укупно            | 22.036         | 22.699         |